# Patagonsk tinamu
Patagonsk tinamu (latin: Tinamotis ingoufi) er en tinamuart, der lever på savanne i det sydvestlige Argentina og i Chile.